# ゆのごう美春閣
ゆのごう美春閣（ゆのごうびしゅんかく）は岡山県美作市中山、湯郷温泉内にある温泉旅館。

## 概要
2002年（平成14年）創業。客室数88室、収容500名と当地最大規模を誇る国際観光旅館。
館内の日本庭園、地区最大の露天風呂（野天四季の湯）、露天風呂付客室、館内飲食街（5店舗）など充実した館内設備を主体として広範囲から集客している。
前身は1991年（平成3年）創業の「輝ノ家美春閣」。

### 沿革
- 平成15年露天風呂増設
- 平成16年露天風呂付客室「離れ観月亭」新設
- 平成18年キッズコーナー新設
- 平成19年食事処「はなびし亭」改装
- 平成20年エステサロン、会議室増設、木質ペレットボイラー設置

### 特徴
- 別棟「離れ観月亭」には露天風呂付の高級客室が10室あり、アプローチには高齢者向けのリフトも設置されている。客室内の露天風呂は入浴補助用品の貸し出しによってバリアフリーに対応している。
- 近隣にはゴルフコースが多数あり、安価なゴルフと宿泊のパックも積極的に販売している。
- 会議室や宴会場も多数ある上、個人客向けの個室の食事処などもあり、個人客から合宿や研修旅行などの団体客まで幅広い客層に対応した設備を持っている。
- 湯郷温泉の旅館に共通して比較的安価。湯郷では圧倒的な設備面の優位性を考えればコストパフォーマンスはとても高い。
- 大型木質ペレットボイラーの設置は全国の宿泊施設では初となる。理論上の二酸化炭素排出量はゼロ、重油燃料との価格競争力にも優れる。見学者に対して施設説明会を行っている。
- 木質ペレットボイラーの導入により、2009年11月、日本の企業で9番目となる「国内クレジット」の認証を取得。二酸化炭素の排出削減分を売却した。（中国四国地方初、宿泊施設初）

## アクセス

### 飛行機
- 岡山空港より50km、約60分

### JR
- JR姫新線 林野駅より約10分

### 自家用車
- 中国自動車道 美作インターチェンジより約10分
- 山陽自動車道 山陽インターチェンジ、和気インターチェンジよりそれぞれ約50分

### バス
- 大阪駅、新大阪駅、千里ニュータウン（桃山台駅）より美作インターまで高速バス約120～150分
- 岡山駅より路線バス（宇野バス）

## 近郊観光地
- 近隣の津山市より車で20分程度。稲葉浩志の生家「イナバ化粧品店」を訪れる顧客も多い。主な観光地としては、ファーマーズマーケットノースビレッジ、ドイツの森、宮本武蔵生家、湯郷鷺温泉館、なぎビカリアミュージアムなどがあり、近郊では姫路セントラルパーク（サファリパーク＆遊園地）、神戸三田プレミアム・アウトレット、鷲羽山ハイランドなどが挙げられる。

## その他
- 火曜サスペンス劇場『吉備津鳴釜殺人事件』（日本テレビ系・1998年）のロケ地。
- 隣接地は美作サッカーラグビー場（日韓ワールドカップ時のスロベニアのキャンプ地、なでしこリーグ・岡山湯郷Belleのホームグラウンド）。
- 同一県内の旅館『鷲羽山下電ホテル』とは資本関係は無いが経営者が共通しているため「姉妹館」という表現を使っている。
- 美作国ご当地アイドル「SakuLove」とも関連が深く、定期公演・ファイナル公演を行った他、支配人の永山久徳が同グループに楽曲提供した。